# Les Encortades
Les Encortades són unes costes de muntanya del municipi de Tremp, a l'antic terme de Fígols de Tremp, l'extrem meridional de les quals entra en el municipi de Castell de Mur, al Pallars Jussà, a l'antic terme de Mur.
Estan situades al sud-est del poble de Puigverd, a l'extrem oriental del Serrat dels Corbs, a llevant de la Casa Blanca. És al nord-est del Planell de les Encortades.